# آيت حدو فرتماش (بني تادجيت)
آيت حدو فرتماش هي إحدى مشيخات المملكة المغربية، تتبع جغرافيا لإقليم فكيك وإداريًا لبني تادجيت. يقدر عدد سكانها بـ 1158 نسمة حسب الإحصاء الرسمي للسكان والسكنى لسنة 2004.